# Commencez la révolution sans nous
Pour plus de détails, voir Fiche technique et Distribution.
Commencez la révolution sans nous (titre original : Start the Revolution Without Me) est un film américain réalisé par Bud Yorkin, sorti en 1970.

## Synopsis
Au temps de la Révolution française, les parcours de deux paires de frères échangés à la naissance et provenant de milieux sociaux opposés vont être amenés à se croiser alors qu'une conspiration contre le roi prend de l'ampleur.

## Fiche technique
- Titre français : Commencez la révolution sans nous
- Titre original : Start the Revolution Without Me
- Réalisation : Bud Yorkin
- Scénario : Fred Freeman & Lawrence J. Cohen
- Musique : John Addison
- Photographie : Jean Tournier
- Montage : Ferris Webster
- Coordinateur des combats et des cascades : Claude Carliez et son équipe
- Production : Bud Yorkin
- Sociétés de production : NorBud Productions, Norbud Films & Warner Bros.
- Société de distribution : Warner Bros.
- Pays :  États-Unis
- Langue : Anglais
- Format : Couleur - Stéréo - 35 mm - 1.85:1
- Genre : Comédie, Film historique
- Durée : 91 min
- Affiches : Bill Gold (États-Unis), Enzo Nistri (Italie)

## Distribution
- Gene Wilder (VF : Michel Le Royer) : Claude / Philippe
- Donald Sutherland (VF : Jean Amadou) : Charles / Pierre
- Hugh Griffith (VF : Raoul Delfosse) : Le roi Louis XVI
- Victor Spinetti (VF : Jacques Thébault) : Le duc de Saligaud
- Jack MacGowran (VF : Georges Atlas) : Jacques
- Billie Whitelaw : La reine Marie-Antoinette
- Orson Welles : Le narrateur
- Helen Fraser : Mimi
- Rosalind Knight : La duchesse Hélène d'Orsini
- Harry Fowler : Marcel
- Ewa Aulin : Christina
- Murray Melvin : L'aveugle
- Ken Parry : Dr. Boileau
- Maxwell Shaw : Le duc d'Orsini
- Jacques Maury : Le capitaine Sorel
- Graham Stark (VF : Claude Joseph) : Andre Couperet
- George A. Cooper : Dr. Duval

## Distinctions
Le film a été nommé au Writers Guild of America Award de la meilleure comédie de cinéma.